# Palazzo della Direzione generale Rai
Il palazzo della Direzione generale Rai è un palazzo di Roma, sito nel quartiere Della Vittoria, che ospita la sede centrale dell'emittente radiotelevisiva statale italiana Rai.

## Storia
Poco dopo l'inaugurazione del centro di produzione televisiva di via Teulada nel 1957, fu commissionata al medesimo architetto, Francesco Berarducci, la progettazione della nuova sede centrale Rai in viale Giuseppe Mazzini a Roma, a cui contribuirono anche come progettisti Alessandro Fioroni e Maria Teresa Parpagliolo, quest'ultima per il verde. Alle decorazioni interne contribuirono anche Gino Marotta (autore del controsoffitto), Federico Bernardo Brook, Vico Consorti, Luigi Gheno, Emilio Greco, Giacomo Manzù, Luciano Minguzzi, Guido Polloni e Francesco Messina, quest'ultimo autore della scultura bronzea del Cavallo morente, inaugurata nel cortile dell'ingresso principale il 5 novembre 1966.
L'edificio è stato realizzato tra il 1961 e il 1965, anno in cui vi si trasferì la direzione generale dell'azienda.
Dopo sessant'anni dalla sua inaugurazione è stato annunciato che il palazzo sarà chiuso nel corso del 2025 per consentire una profonda ristrutturazione comprensiva della rimozione dell'amianto presente nella struttura.

## Descrizione
L'edificio, costruito con una struttura portante in ferro e un telaio in vetro e acciaio a passo variabile (con luci inferiori ai piani intermedi e maggiori al piano terra e all'ultimo), è composto da quattro fabbricati distinti collegati tra loro da passaggi vetrati che vanno a formare la "R" di Rai.